# آزمایش انتخاب تاخیردار پاک‌کن کوانتومی
آزمایش انتخاب تاخیردار پاک‌کن کوانتومی برای اولین بار توسط یون هو کیم، آر. یو، اس پی کولیک، وای اچ شی و مارلان او. اسکالی در اوایل سال ۱۹۹۸ انجام شد که اجرایی از آزمایش پاک کن کوانتومی است با توجه به مفاهیم در نظر گرفته شده در آزمایش انتخاب تأخیری انجام شده توسط جان آرچیبالد ویلر بود. این آزمایش برای بررسی پیامدهای عجیب آزمایش دو شکاف در مکانیک کوانتومی و همچنین پیامدهای درهم تنیدگی کوانتومی طراحی شد.
آزمایش انتخاب تاخیردار پاک‌کن کوانتومی یک پارادوکس را بررسی می‌کند. اگر یک فوتون خود را به گونه ای نشان دهد که گویی از یک مسیر واحد به آشکارساز آمده است، پس «عقل سلیم» (که ویلر و دیگران آن را به چالش می‌کشند) می‌گوید که باید به عنوان یک ذره وارد دستگاه دو شکاف شده باشد. اگر یک فوتون خود را به گونه ای نشان دهد که گویی از دو مسیر غیرقابل تشخیص آمده است، پس باید به صورت موج وارد دستگاه دو شکاف شده باشد. بر این اساس، اگر دستگاه آزمایشی در حالی که فوتون در میانه راه است تغییر یابد، فوتون ممکن است مجبور باشد «تعهد» قبلی خود را در مورد موج یا ذره بودن تجدید نظر کند. ویلر خاطرنشان کرد که وقتی این فرضیات در مورد دستگاهی با ابعاد بین ستاره‌ای اعمال می‌شود، تصمیمی که در آخرین لحظه روی زمین در مورد نحوه رصد یک فوتون گرفته می‌شود، می‌تواند وضعیتی را که میلیون‌ها یا حتی میلیاردها سال قبل ایجاد شده را تغییر دهد.
در حالی که آزمایش‌های انتخاب تأخیری توانایی ظاهری انجام اندازه‌گیری بر روی فوتون‌های زمان حال را برای تغییر وقایع رخ داده در گذشته تأیید کرده‌اند، چنین امری نیاز به یک دیدگاه غیر استاندارد از مکانیک کوانتومی دارد. اگر یک فوتون در میانه راه به‌عنوان «برهم‌نهی حالات» تعبیر شود، یعنی اگر باشد که قابلیت تجلی به‌عنوان یک ذره یا موج را دارد، اما در طول زمان حرکتش هیچ‌کدام از این‌ها نیست، آنگاه پارادوکس زمانی در کار نیست. برهم نهی حالت‌ها تفسیر استاندارد مکانیک کوانتومی است و آزمایش‌های اخیر آن را تأیید کرده است.

## معرفی
در آزمایش ساده دو شکاف، یک پرتو نور (معمولاً از لیزر) به‌طور عمودی به سمت صفحه‌ای هدایت می‌شود که با دو روزنه شکاف موازی سوراخ شده است. اگر یک صفحه تشخیص (هر چیزی از قبیل یک ورق کاغذ سفید یا یک CCD) در طرف دیگر دیواره دو شکاف قرار داده شود (به فاصله‌ای که نور از هر دو شکاف همپوشانی داشته باشد)، الگویی از حاشیه‌های روشن و تیره مشاهده می‌شود؛ الگویی که به آن الگوی تداخلی می‌گویند. دیگر چیزها در مقیاس اتمی مانند الکترون‌ها وقتی به سمت شکاف دوگانه شلیک می‌شوند، رفتار مشابهی از خود نشان می‌دهند. با کاهش روشنایی منبع به اندازه کافی، ذرات جداگانه‌ای که الگوی تداخل را تشکیل می‌دهند قابل تشخیص خواهند شد. ظهور یک الگوی تداخلی نشان می‌دهد که هر ذره که از شکاف‌ها عبور می‌کند با خودش تداخل پیدا می‌کند و بنابراین به نوعی ذرات به‌طور همزمان از هر دو شکاف عبور می‌کنند. : 110 این روالی است که با تجربه روزمره ما از اشیاء مجزا در تضاد است.
یک آزمایش فکری معروف، که نقش حیاتی در تاریخ مکانیک کوانتومی ایفا کرد (برای مثال، به بحث در مورد نسخه انیشتین از این آزمایش مراجعه کنید)، نشان داد که اگر آشکارسازهای ذرات در شکاف‌ها قرار گیرند، که نشان می‌دهد که یک فوتون از طریق کدام شکاف وارد شده، الگوی تداخلی ناپدید می‌شود. این آزمایش کدام طرفه، اصل مکملیت را نشان می‌دهد که فوتون‌ها می‌توانند به‌عنوان ذره یا بعنوان موج رفتار کنند، اما نمی‌توان همزمان آن‌ها را هم ذره و هم موج مشاهده کرد. با این حال، تحقق فنی امکان‌پذیر این آزمایش تا دهه ۱۹۷۰ پیشنهاد نشده بود.
بنابراین اطلاعات کدام مسیر و قابلیت رویت الگوهای تداخلی کمیت‌های مکمل هستند، به این معنی که یا اطلاعات مربوط به مسیر فوتون را می‌توان مشاهده کرد، یا الگوهای تداخلی را، اما هر دو را نمی‌توان به‌طور همزمان مشاهده کرد. در آزمایش دو شکاف، خرد متعارف می‌گوید که مشاهده مسیر ذرات طوری آنها را مختل می‌کند که الگوی تداخلی را در نتیجه اصل عدم قطعیت هایزنبرگ از بین می‌برد.
با این حال، در سال ۱۹۸۲، اسکالی و درول خلأئی در این تفسیر پیدا کردند. آنها یک «پاک‌کن کوانتومی» پیشنهاد کردند که اطلاعات «کدام مسیر» را بدون پراکنده کردن ذرات به دست آورد، اما در عوض فاکتورهای فاز کنترل نشده به وجود می‌آید (با تبدیل پارامتری خود به خود به پایین یا SPDC). به جای تلاش برای مشاهده اینکه کدام فوتون وارد کدام شکاف می‌شود (در نتیجه فوتون‌ها را بهم می‌زند)، پیشنهاد کردند آنها را با اطلاعاتی «علامت گذاری» کنند که در اصل حداقل اجازه می‌دهد فوتون‌ها پس از عبور از شکاف‌ها متمایز شوند. تا مبادا این شبهه پیش آید که الگوی تداخل به این دلیل ناپدید می‌شود که وقتی فوتون‌ها چنین علامت‌گذاری شده‌اند، فاز قابل اندازه‌گیری نیست. با این حال، در صورتی که اطلاعات مسیر پس از عبور فوتون‌های علامت‌گذاری‌شده از شکاف‌های دوتایی دستکاری شود تا علامت‌های کدام مسیر را مبهم کند، فاز قابل اندازه‌گیری است. و الگوی تداخل زمانی که مطابق مقادیر فاز استخراج می‌شود دوباره ظاهر می‌شود. از سال ۱۹۸۲، آزمایش‌های متعدد اعتبار «پاک کن» کوانتومی را نشان داده‌اند.

### یک آزمایش ساده پاک‌کن کوانتومی
یک نسخه ساده از پاک‌کن کوانتومی را می‌توان به صورت زیر توصیف کرد: به جای تقسیم یک فوتون یا موج احتمال آن بین دو شکاف، فوتون در معرض یک تقسیم‌کننده پرتو قرار می‌گیرد. اگر تصورمان این باشد که جریان فوتون‌ها به‌طور تصادفی توسط چنین تقسیم‌کننده پرتویی به این دو راه هدایت می‌شوند، آنگاه امکان برهمکنش وجود ندارد و به نظر می‌رسد که هیچ فوتونی نمی‌تواند با دیگری یا با خودش تداخل داشته باشد.
با این حال، اگر سرعت تولید فوتون به گونه‌ای کاهش یابد که در هر لحظه فقط یک فوتون وارد دستگاه شود، درک فوتون در حال حرکت در یک مسیر غیرممکن می‌شود، زیرا زمانی که خروجی‌های مسیر به گونه‌ای هدایت شوند که بر روی یک آشکارساز مشترک ظاهر شوند، پدیده تداخل ظاهر می‌شود. این شبیه به تصوری است که از یک فوتون در یک دستگاه دو شکاف داریم: با وجود اینکه یک فوتون است، هنوز به نحوی با دو شکاف تعامل دارد.

شکل ۱. آزمایشی که تعیین تاخیردار مسیر فوتون را نشان می‌دهد.

در دو نمودار در شکل ۱ فوتون‌ها یکی یکی از لیزری که نماد آن ستاره زرد است، ساطع می‌شوند. آنها از یک تقسیم‌کننده پرتو پنجاه درصدی (بلوک سبز) عبور می‌کنند که ۱/۲ از فوتون‌ها را منعکس می‌کند یا عبور می‌دهد. فوتون‌های منعکس شده یا عبور داده شده در امتداد دو مسیر ممکن که توسط خطوط قرمز یا آبی به تصویر کشیده شده است حرکت می‌کنند.
در نمودار بالایی، به نظر می‌رسد که مسیر حرکت فوتون‌ها مشخص است: اگر یک فوتون از بالای دستگاه خارج شود، باید از طریق مسیر آبی آمده باشد، و اگر فوتون از کنار دستگاه خارج شود باید از مسیر قرمز آمده باشد. با این حال، مهم است که در نظر داشته باشید که فوتون تا زمانی که تشخیص داده شود، در برهم نهی مسیرها قرار دارد. فرض بالا - که «باید از طریق» یکی از مسیرها آمده باشد - نوعی «مغالطه جدایی» است.
در نمودار پایین، تقسیم‌کننده پرتو دوم در بالا سمت راست قرار داده شده است. این قطعه پرتوهای مربوط به مسیرهای قرمز و آبی را دوباره مخلوط می‌کند. با استقرار دومین تقسیم‌کننده پرتو، به نظر می‌رسد که اطلاعات مسیر «پاک شده» است؛ با این حال باید حواس‌مان جمع باشد، زیرا نمی‌توان فرض را بر این گذاشت که فوتون «واقعاً» در امتداد یکی از مسیرها رفته است. ترکیب مجدد پرتوها منجر به ایجاد پدیده تداخل در صفحه‌های تشخیصی می‌شود که درست بعد از هر خروجی قرار دارند. آنچه از سمت راست خارج می‌شود هم افزایی و آنچه از بالا خارج می‌شود لغو و ختثی کردن را نشان می‌دهد. مهم است که به یاد داشته باشید که اثرات تداخل سنجی نشان داده شده در حالت خالص و تنها برای یک تک فوتون است. هنگامی که با یک جفت فوتون درهم تنیده سروکار داریم، فوتونی که با تداخل سنج مواجه می‌شود در حالت مخلوط خواهد بود و هیچ الگوی تداخلی قابل مشاهده‌ای بدون شمارش تصادفی برای انتخاب زیرمجموعه‌های مناسب از داده‌ها وجود نخواهد داشت.

### انتخاب تاخیردار
نمونه‌های اولیه آزمایش‌های فعلی پاک کن کوانتومی مانند «پاک کن کوانتومی ساده» که در بالا توضیح داده شد، بصورت موج کلاسیک توضیحات ساده‌ای دارند. در واقع، می‌توان بحث کرد که هیچ چیز کوانتومی خاصی در مورد این آزمایش وجود ندارد. با این وجود، جردن بر اساس اصل هم‌خوانی استدلال کرده است که علیرغم وجود توضیحات کلاسیک، آزمایش‌های تداخل مرتبه اول مانند مورد فوق را می‌توان به عنوان پاک کن‌های کوانتومی واقعی تفسیر کرد.
این نمونه‌ها از تداخل تک فوتونی استفاده می‌کنند. نسخه‌های پاک‌کن کوانتومی که از فوتون‌های درهم تنیده استفاده می‌کنند، ذاتاً غیر کلاسیک هستند. به همین دلیل، برای جلوگیری از هرگونه ابهام میان تفسیر کوانتومی و مقابل تفسیر کلاسیک، اکثر آزمایش‌کنندگان ترجیح داده‌اند از منابع نوری غیرکلاسیک فوتون درهم‌تنیده برای ساخت پاک‌کن‌های کوانتومی بدون کلاسیک آنالوگ استفاده کنند.
علاوه بر این، استفاده از فوتون‌های درهم‌تنیده، طراحی و اجرای نسخه‌هایی از پاک‌کن کوانتومی را امکان‌پذیر می‌سازد که دستیابی به آنها با تداخل تک فوتون غیرممکن است، مانند انتخاب تاخیردار پاک‌کن کوانتومی که موضوع این مقاله است.

## آزمایش کیم و همکاران (۱۹۹۹)

شکل ۲. ترکیب آزمایش انتخاب تاخیردار پاک‌کن کوانتومی کیم و همکاران. آشکارساز D _{0} قابل انتقال است.

سازوکار آزمایش، که در مقاله کیم و همکاران به تفصیل شرح داده شده، در شکل ۲ نشان داده شده است. لیزر آرگون فوتون‌های تکی ۳۵۱٫۱ نانومتری را تولید می‌کند که از یک دستگاه دو شکاف عبور می‌کنند (خط مشکی عمودی در گوشه سمت چپ بالای شکل).
یک فوتون تکی از یکی (یا هر دو) دو شکاف عبور می‌کند. در تصویر، مسیرهای فوتون به صورت خطوط قرمز یا آبی روشن کدگذاری شده‌اند تا نشان دهند که فوتون از کدام شکاف عبور کرده است (قرمز نشان دهنده شکاف A، آبی روشن نشان دهنده شکاف B است).
تا اینجا آزمایش مانند یک آزمایش دو شکاف معمولی است. با این حال، پس از شکاف‌ها، تبدیل پارامتری خودجوش به پایین (SPDC) برای تهیه یک حالت دو فوتونی درهم‌تنیده استفاده می‌شود. این کار توسط یک کریستال نوری غیرخطی BBO (بتا باریم بورات) انجام می‌شود که فوتون را (از هر شکاف) به دو فوتون درهم تنیده قطبی متعامد با نصف فرکانس فوتون اصلی تبدیل می‌کند. مسیرهای این فوتون‌های قطبی متعامد توسط منشور گلن تامپسون واگرا می‌شوند.
یکی از این ۷۰۲٫۲ فوتون‌های نانومتری که فوتون علامت نامیده می‌شوند (به خطوط قرمز و آبی روشن که از منشور گلن تامپسون به سمت بالا می‌روند) به آشکارساز هدف به نام D0 می‌رسند. در طول یک آزمایش، آشکارساز D0 در امتداد محور x خود حرکت می‌کند؛ حرکات آن توسط یک موتور پله‌ای کنترل می‌شود. نمودار شمارش فوتون‌های «علامت» شناسایی شده توسط D‌0 در مقابل x را می‌توان برای کشف اینکه آیا سیگنال تجمعی یک الگوی تداخلی را تشکیل می‌دهند، مورد بررسی قرار داد.
فوتون درهم تنیده دیگر که به آن فوتون «بیکار» می‌گویند (خطوط قرمز و آبی روشن که از منشور گلان تامپسون به سمت پایین می‌روند) توسط منشور PS منحرف می‌شود و آن را در مسیرهای واگرا می‌فرستد. بسته به اینکه از شکاف A آمده باشد یا شکاف B.
با توجه به مسیر، فوتون‌های بیکار با تقسیم‌کننده‌های پرتو BSb، BSa و BSc مواجه می‌شوند که هر کدام ۵۰ درصد شانس عبور فوتون و ۵۰ درصد احتمال انعکاس آن را دارند. Ma و Mb هم آینه هستند.

شکل ۳. محور x: موقعیت D_{0}. محور y: نرخ تشخیص مشترک بین D_{0}, D_{1}, D_{2}, D_{3}, D_{4} (R_{01}, R_{02}, R_{03}, R_{04}). که R _{04} در مقاله کیم ارائه نشده است و با توجه به توضیحات شفاهی آنها ارائه شده است.

شکل ۴. ثبت‌های شبیه‌سازی شده فوتون‌های شناسایی شده مشترک بین D_{0} و D_{1}, D_{2}, D_{3}, D_{4} (R_{01}, R_{02}, R_{03}, R_{04})

تقسیم‌کننده‌های پرتو و آینه‌ها ، فوتون‌های بی‌کار را به سمت آشکارسازهای D1، D2، D3 و D4 هدایت می‌کنند. توجه داشته باشید که:
- اگر یک فوتون بیکار در آشکارساز D3 ثبت شود، فقط می‌تواند از شکاف B آمده باشد.
- اگر یک فوتون بیکار در آشکارساز D4 ثبت شود، فقط می‌تواند از شکاف A آمده باشد.
- اگر یک فوتون بیکار در آشکارساز D1 یا D2 شناسایی شود، ممکن است از شکاف A یا شکاف B آمده باشد.
- طول مسیر نوری اندازه‌گیری شده از شکاف تا D1, D2, D3 و D4 به اندازه ۲٫۵ متر از طول مسیر نوری از شکاف تا D0 بیشتر است. این بدان معنی است که هر اطلاعاتی که می‌توان از فوتون بیکار گرفت تقریباً ۸ نانو ثانیه دیرتر از آنچه می‌توان از فوتون علامت (درهم تنیده آن) گرفت، خواهد بود.

تشخیص فوتون بیکار توسط D3 یا D4 «اطلاعات مربوط به کدام مسیر» را با تأخیر فراهم می‌سازد که نشان می‌دهد فوتون علامت همراه با آن در هم تنیده آن، از شکاف A عبور کرده است یا B. از سوی دیگر، تشخیص فوتون بیکار توسط D1 یا D2 با تأخیر به ما می‌گوید که چنین اطلاعاتی برای فوتون علامت (درهم تنیده فوتون بیکار) در دسترس نیست. از آنجا که اطلاعات مربوط به کدام مسیر قبلاً به‌طور بالقوه از فوتون بیکار در دسترس بوده است، می‌توان گفت که اطلاعات در معرض «پاک‌کردن با تأخیر» قرار گرفته است.
با استفاده از شمارشگر هم‌فرود، آزمایش‌کنندگان توانستند سیگنال درهم‌تنیده را از نویز تصویر جدا کنند و تنها آنهایی را ثبت کنند که برای آن هم فوتون علامت و هم فوتون بیکار شناسایی شده است (پس از جبران ۸ نانو ثانیه تأخیر). به شکل‌های شود ۳ و ۴ رجوع شود.
- زمانی که آزمایش‌کنندگان به فوتون‌های علامت که درهم‌تنیده آنها در D1 یا D2 تشخیص داده شده نگاه کردند، الگوهای تداخلی را مشاهده نمودند.
- با این وجود، هنگامی که آنها به فوتون‌های علامت که درهم‌تنیده آنها در D3 یا D4 تشخیص داده شده نگاه کردند، الگوهای پراش ساده‌ای، بدون تداخل تشخیص دادند.

### اهمیت
نتیجه مشابه آزمایش دو شکاف است، چون زمانی که مقدار فاز استخراج شود (R01 یا R02)، الگوی تداخلی مشاهده می‌شود. توجه داشته باشید که اگر اینکه فوتون از کدام شکاف آمده معلوم باشد، فاز نمی‌تواند اندازه‌گیری شود.

شکل ۵. توزیع فوتون‌های علامت در D_{0} را می‌توان با توزیع لامپ‌ها در بیلبورد دیجیتال مقایسه کرد. وقتی همه لامپ‌ها روشن هستند، بیلبورد هیچ الگوی تصویری را نشان نمی‌دهد، الگو را فقط با خاموش کردن برخی لامپ‌ها می‌توان «بازیابی» کرد. به همین صورت بود یا نبود الگوی تداخل در میان فوتون‌های علامت در D_{0} تنها پس از «خاموش کردن» (یا نادیده گرفتن) برخی فوتون‌های علامت قابل بازیابی است؛ و اینکه کدام فوتون‌های علامت باید برای بازیابی الگو نادیده گرفته شوند، تنها با مشاهده فوتون‌های بیکار درهم تنیده مربوطه در آشکارسازهای D_{1} تا D_{4} قابل انجام است.

با این حال، چیزی که این آزمایش را احتمالاً شگفت‌انگیز می‌کند این است که برخلاف آزمایش کلاسیک دو شکاف، انتخاب حفظ کردن یا پاک کردن اطلاعات کدام مسیر فوتون بیکار، ۸ نانوثانیه بعد از اندازه‌گیری موقعیت فوتون علامت D0 انجام شده است.
تشخیص فوتون‌های علامت در D0 مستقیماً اطلاعات مربوط به کدام مسیر را نمی‌دهد. تشخیص فوتون‌های بیکار در D3 یا D4، که اطلاعات مسیر را ارائه می‌دهند، به این معنی است که هیچ الگوی تداخلی در زیر مجموعه فوتون‌های علامت مربوطه در D0 مشاهده نمی‌شود. به همین ترتیب، تشخیص فوتون‌های بیکار در D1 یا D2، که اطلاعات کدام مسیر را ارائه نمی‌دهند، به این معنی است که الگوهای تداخلی را می‌توان در زیرمجموعه فوتون‌های علامت مربوطه در D0 مشاهده کرد.
به عبارت دیگر، با اینکه فوتون بیکار تا مدتها پس از رسیدن فوتون علامت درهم تنیده‌اش به D0 مشاهده نمی‌شود، به دلیل مسیر نوری کوتاهتر فوتون علامت، تداخل در D0 تعیین می‌شود با توجه به اینکه فوتون بیکار درهم تنیده با فوتون علامت، در آشکارسازی که اطلاعات مسیر خود حفظ می‌کند (D3 یا D4) شناسایی شود یا در یک آشکارسازی که اطلاعات مسیر را پاک می‌کند (D1 یا D2).
برخی این نتیجه را به این معنا تفسیر کرده‌اند که انتخاب تأخیری برای مشاهده یا عدم مشاهده مسیر فوتون بیکار، نتیجه یک رویداد در گذشته را تغییر می‌دهد. توجه خاص داشته باشید که الگوی تداخلی فقط بعد از وقتی شکل می‌گیرد که فوتون بیکار به آشکارساز رسیده باشد، یعنی اگر فوتون بیکار قبل از رسیدن فوتون علامت به صفحه، به آشکارساز (مثلا D1 یا D2) برسد، الگو شکل نخواهد گرفت.
الگوی کلی همه فوتون‌های علامت در D0، که بیکارهای درهم‌تنیده آنها به آشکارسازهای مختلف رفته‌اند، بدون توجه به آنچه برای فوتون‌های بیکار اتفاق می‌افتد، هرگز تداخل را نشان نمی‌دهند. می‌توان با نگاه کردن به نمودارهای R01، R02، R03 و R04، و مشاهده این که قله‌های R01 با فرورفتگی‌های R02 هم راستا می‌شوند، ایده‌ای از نحوه کارکرد این کار دریافت کرد (یعنی تغییر فاز π بین دو حاشیه تداخل وجود دارد). R03 یک اوج تکی را نشان می‌دهد و R04 که از نظر تجربی با R03 یکسان است، نتایج معادل را نشان می‌دهد. فوتون‌های درهم تنیده، که با کمک شمارشگر هم‌فرود فیلتر شده‌اند، در شکل ۵ شبیه‌سازی شده‌اند تا یک تصور بصری از شواهد موجود در آزمایش، فراهم کنند. در D0، مجموع تمام شمارش شده‌های هم‌فرود، تداخلی را نشان نمی‌دهد. اگر تمام فوتون‌هایی که به D0 می‌رسند بر روی یک نمودار رسم شوند، تنها یک نوار مرکزی روشن می‌بینیم.

## مفاهیم

### علّیت معکوس
آزمایش‌های با انتخاب تأخیر سؤالاتی را دربارهٔ زمان و توالی‌های زمانی مطرح می‌کنند و در نتیجه ایده‌های معمول در مورد زمان و توالی را زیر سؤال می‌برند. اگر رویدادهای، واقع شده در D1, D2, D3, D4 اتفاقات در D0 را تعیین کنند، به نظر می‌رسد اثر مقدم بر علت باشد. اگر مسیرهای نور بیکار بسیار گسترش می‌یافتند به طوری که یک سال بگذرد تا یک فوتون در D1، D2، D3 یا D4 ظاهر شود، آنگاه وقتی یک فوتون در یکی از این آشکارسازها ظاهر می‌شود، باعث می‌شود فوتون علامت یک سال قبل در حالت خاصی ظاهر شده باشد. یا اینکه، آگاهی از سرنوشت آینده فوتون بیکار، فعالیت فوتون علامت در زمان حال خود را تعیین کرده است. هیچ‌یک از این ایده‌ها، انتظارات معمول انسان از علیت را تأیید نمی‌کند. با این وجود دانش از آینده، که یک متغیر پنهان خواهد بود، در آزمایش‌ها رد شد.
آزمایش‌هایی که شامل درهم تنیدگی هستند، پدیده‌هایی را نشان می‌دهند که ممکن است موجب شود برخی در مورد عقاید معمولی خود در مورد توالی علیت شک کنند. در انتخاب تاخیردار پاک‌کن کوانتومی، یک الگوی تداخلی روی D‌0 تشکیل می‌شود، حتی اگر داده‌های مربوط به مسیر فوتون‌هایی که آن را تشکیل می‌دهند، دیرتر از فوتون‌های علامت که به آشکارساز اولیه برخورد می‌کنند، پاک شوند. تنها این ویژگی آزمایش نیست که گیج کننده است؛ D0، در اصل حداقل، می‌تواند در یک طرف جهان باشد، و چهار آشکارساز دیگر در آن سوی جهان. : 197f 

### اجماع: عدم علیت معکوس
با این همه، الگوی تداخلی را تنها زمانی می‌توان به صورت عطف به ماسبق مشاهده کرد که فوتون‌های بیکار شناسایی شده باشند و آزمایشگر اطلاعاتی در مورد آنها در دسترس داشته باشد. الگوی تداخل زمانی که آزمایشگر به زیرمجموعه خاصی از فوتون‌های علامت که با فوتون‌های بیکار که به آشکارساز خاصی رفته باشد تطبیق داده شده باشند، مشاهده می‌شود. : 197 
علاوه بر این، مشاهده می‌شود که اگر تأثیر مشاهدات بر وضعیت فوتون‌های درهم‌تنیده علامت و بیکار به ترتیب تاریخی آن‌ها انجام شود، کنش عطف ماسبق ظاهری ناپدید می‌شود. به‌طور خاص، در مواردی که تشخیص/پاک کردن اطلاعات کدام مسیر قبل از آشکارسازی در D0 اتفاق بیافتد، توضیح ساده استاندارد می‌گوید: «آشکارساز Di که در آن فوتون بیکار شناسایی می‌شود، توزیع احتمالی در D0 برای محل برخورد فوتون علامت را تعیین می‌کند». به همین صورت، در موردی که آشکارسازی D0 قبل از تشخیص فوتون بیکار باشد، شرح زیر به همان اندازه دقیق است: «موقعیت فوتون علامت شناسایی شده در D0، احتمال برخورد فوتون بیکار به یکی از آشکارسازهای D1 ،D2 ،D3 یا D4را تعیین می‌کند.» این دو توضیح فقط روش‌های معادلی برای فرمول‌بندی همبستگی‌های مشاهده‌پذیر فوتون‌های درهم تنیده به روش شهودی علّی هستند، بنابراین می‌توان یکی از آن‌ها را انتخاب کرد (علت مقدم بر پیامد است و هیچ عمل عطف به ماسبقی در توضیح وجود ندارد).
الگوی مجموع فوتون‌های علامت در آشکارساز اولیه هرگز تداخلی را نشان نمی‌دهد (شکل ۵ را ببینید)، بنابراین نمی‌توان فهمید که با مشاهده فوتون‌های علامت به تنهایی چه اتفاقی برای فوتون‌های بیکار می‌افتد. در مقاله ای از یوهانس فانکهاوزر نشان داده شده است که آزمایش انتخاب تاخیردار پاک‌کن کوانتومی شبیه یک سناریو نوع بل است که حل پارادوکس آن نسبتاً پیش پا افتاده است و از این رو در واقع هیچ رازی وجود ندارد. علاوه بر این، شرح مفصلی با تصویر دو بروی–بوهم شرح مفصلی از آزمایش ارائه می‌کند و به این نتیجه می‌رسد که «اثر معکوس در زمان» وجود ندارد. انتخاب تاخیردار پاک‌کن کوانتومی اطلاعات را به شیوه ای پسا علّی مخابره نمی‌کند، زیرا پیام دیگری را می‌گیرد، پیامی که باید با فرآیندی برسد که نمی‌تواند سریعتر از سرعت نور پیش‌رود تا داده‌های منطبق شده فوتون‌های علامت را به چهار گروه دسته‌بندی کند که وابسته به حالت فوتون‌های بیکار را در چهار صفحه تشخیص متمایز است.
در واقع، یک قضیه اثبات شده توسط فیلیپ ابرهارد نشان می‌دهد که اگر معادلات پذیرفته شده نظریه میدان کوانتومی نسبیتی درست باشد، هرگز نمی‌توان به‌طور تجربی علیت را با استفاده از اثرات کوانتومی نقض کرد.
این آزمایش علاوه بر به چالش کشیدن ایده‌های عقل سلیم ما در مورد توالی زمانی در روابط علت و معلولی، از جمله آزمایش‌هایی است که به شدت به ایده‌های ما دربارهٔ موضعیت حمله می‌کند: این ایده که اشیا نمی‌توانند با هم ارتباط برقرار کنند تا زمانی که با هم در تماس باشند، اگر این ارتباط با قرار گرفتن در ارتباط فیزیکی مستقیم نباشد، دست کم از طریق برهم‌کنش از طریق پدیده‌های میدان مغناطیسی یا دیگر چیزها از این قبیل باید باشد. : 199 

### بر خلاف اجماع
علیرغم اثبات ابرهارد، برخی از فیزیکدانان حدس می‌زنند که این آزمایش‌ها ممکن است به گونه‌ای تغییر داده شوند که با آزمایش‌های قبلی سازگار باشند، و از این رو امکان نقض علیت تجربی را فراهم کند.

## سایر آزمایش‌های انتخاب تاخیردار پاک‌کن کوانتومی
اصلاحات و توسعه‌های آزمایش کیم و همکاران که انجام یا پیشنهاد شده بسیارند. فقط نمونه کوچکی از گزارش‌ها و پیشنهادها در اینجا آورده شده است:
اسکارسلی و همکاران (۲۰۰۷) یک آزمایش پاک‌کن کوانتومی با انتخاب تاخیردار بر اساس یک طرح تصویربرداری دو فوتونی را گزارش کرد. پس از شناسایی یک فوتون عبوری از یک شکاف دوگانه، یک انتخاب تصادفی تأخیردار برای پاک‌کردن یا عدم پاک‌کردن اطلاعات کدام مسیر با اندازه‌گیری دوقلو درهم تنیده آن انجام شد. رفتار ذره مانند و موج مانند فوتون به‌طور همزمان و به ترتیب تنها توسط یک مجموعه از آشکارسازهای مشترک ثبت شد.
پروزو و همکاران (۲۰۱۲) یک آزمایش انتخاب تاخیردار کوانتومی بر اساس یک تقسیم‌کننده پرتو کنترل شده با کوانتوم گزارش کردند که در آن رفتار ذره‌ای و موجی به‌طور همزمان مورد بررسی قرار گرفت. ماهیت کوانتومی رفتار فوتون با نابرابری بل مورد آزمایش قرار گرفت که جایگزین انتخاب تاخیردار ناظر شد.
رضایی و همکاران (۲۰۱۸) تداخل هونگ او مندل را با یک پاک‌کن کوانتومی با انتخاب تاخیردار ترکیب کردند. آنها دو فوتون ناسازگار را به یک پرتو شکافنده تحمیل می‌کنند، به طوری که هیچ الگوی تداخلی مشاهده نمی‌شود. هنگامی که پورت‌های خروجی به صورت یکپارچه نظارت شوند (یعنی شمارش تمام کلیک‌ها)، هیچ تداخلی رخ نمی‌دهد. تنها زمانی که فوتون‌های خروجی تحلیل پلاریزاسیون شوند و زیرمجموعه مناسبی انتخاب شود، تداخل کوانتومی به شکل شیب هونگ او ماندل رخ می‌دهد.
ساخت تداخل‌سنج‌های الکترونیکی حالت جامد ماخ زندر (MZI) منجر به پیشنهاداتی برای استفاده از آنها در نسخه‌های الکترونیکی آزمایش‌های پاک کن کوانتومی شده است. این امر با اتصال کولمب به MZI الکترونیکی دوم که به عنوان آشکارساز عمل می‌کند به دست می‌آید.
جفت‌های درهم‌تنیده کائون‌های خنثی نیز مورد بررسی قرار گرفته‌اند و برای تحقیقات با استفاده از تکنیک‌های نشانه‌گذاری کوانتومی و پاک کردن کوانتومی مناسب هستند.

یک پاک کن کوانتومی با استفاده از تنظیم اشترن-گرلاخ اصلاح شده پیشنهاد شده است. در این پیشنهاد، نیازی به شمارش تصادفی نیست و پاکسازی کوانتومی با اعمال میدان مغناطیسی اضافی اشترن-گرلاخ انجام می‌شود.